# Antoiria
Antoiria là một chi rêu trong họ Porellaceae.